# اینسامنیاک گیمز
اینسامنیاک گیمز (به انگلیسی: Insomniac Games) یک شرکت توسعه‌دهنده بازی‌های ویدئویی آمریکایی است که در ۲۸ فوریه ۱۹۹۴، توسط تد پرایس در بربنک، کالیفرنیا و با عنوان اولیهٔ «اکستریم سافتور» تأسیس شد، و یکسال بعد به اینسامنیاک گیمز تغییر نام داد. این شرکت سازندهٔ بازی‌های ویدئویی مختلفی برای کنسول‌های پلی‌استیشن، پلی‌استیشن ۲، پلی‌استیشن ۳، پلی‌استیشن ۴، پلی‌استیشن ۵، ایکس‌باکس ۳۶۰، ایکس‌باکس وان و سیستم‌عامل‌های مختلف است. در نمایشگاه گیمزکام ۲۰۱۹ رسماً اعلام شد که این استودیو به استودیوهای پلی‌استیشن پیوسته‌است.
اولین عنوان این شرکت در سال ۱۹۹۶، با نام «دیسراپتور» برای کنسول پلی‌استیشن ۱ بود که فروش ناچیزش تقریباً منجر به ورشکستگی شرکت شد. دومین پروژه اینسامنیاک بازی اسپایرو و دراگون بود که موفقیت‌های این بازی باعث ساخت دو دنباله برای آن شد. اینسامنیاک سپس شروع به ساخت فرنچایز جدیدی با عنوان رچت و کلنک برای کنسول پلی‌استیشن ۲ نمود. این شرکت همچنین مجموعه بازی‌های رزیستنس را برای کنسول پلی‌استیشن ۳ ساخته‌است. اولین بازی چندسکویی آن‌ها، برای کنسول‌های پلی‌استیشن ۳ و ایکس‌باکس ۳۶۰ در سال ۲۰۱۳، با نام «فیوز» بود. در سال ۲۰۱۸، عنوان موفق مرد عنکبوتی را برای کنسول پلی‌استیشن ۴ عرضه کرد، که دنبالهٔ آن نیز به نام مرد عنکبوتی: مایلز مورالس در نوامبر ۲۰۲۰ برای کنسول پلی‌استیشن ۴ و همچنین به عنوان بازی زمان عرضه برای کنسول پلی‌استیشن ۵ منتشر شد.
همچنين نسخه دوم مرد عنکبوتی در اکتبر ۲۰۲۳ برای کنسول پلی‌استیشن ۵ منتشر شد